# ICARUS-Initiative
Die ICARUS-Initiative (International Cooperation for Animal Research Using Space) ist ein globales Forschungsprojekt zur satellitengestützten Tierbeobachtung. Ziel ist es, das Wanderungsverhalten von Wildtieren zu erfassen und daraus Erkenntnisse über Artenschutz, Krankheitsausbreitung und Umweltveränderungen zu gewinnen. Das Projekt wurde 2002 ins Leben gerufen und basiert auf der Kombination von Miniatur-Sensoren (Tags) und Weltraumkommunikation.

## Geschichte
Das ICARUS-System wurde über viele Jahre unter der Leitung von Martin Wikelski am Max-Planck-Institut für Verhaltensbiologie in Konstanz entwickelt. Die erste Weltraumkomponente wurde im August 2018 auf der Internationalen Raumstation (ISS) installiert. Nach erfolgreichen Tests begann 2020 die reguläre Datenübertragung.
Im März 2022 wurde die Zusammenarbeit mit der russischen Raumfahrtagentur Roskosmos infolge des russischen Angriffs auf die Ukraine beendet. In der Folge war das System auf der ISS nicht mehr operabel. Die Max-Planck-Gesellschaft entschied sich daraufhin für eine Neuausrichtung des Projekts.

## ICARUS 2.0
Seit 2025 wird ICARUS in Zusammenarbeit mit dem Münchner Raumfahrtunternehmen TALOS Space als eigenständiges CubeSat-System weiterentwickelt. Ziel ist eine Konstellation aus mindestens fünf Mini-Satelliten, die unabhängig von der ISS Tierdaten weltweit erfassen können. Der erste Start ist für Herbst 2025 geplant. Die volle Konstellation soll bis Ende 2026 einsatzbereit sein.

## Technik
Tiere werden mit leichten, solarbetriebenen Sendern ausgestattet, die Position, Bewegung und Umweltparameter wie Temperatur, Luftdruck oder Luftfeuchtigkeit aufzeichnen. Die aktuelle Generation wiegt rund fünf Gramm, zukünftige Tags sollen unter ein Gramm wiegen. Die Daten werden bis zu fünfmal täglich über Satellit empfangen und an eine zentrale Datenbank übermittelt.
Im neuen System kommen CubeSats in einer niedrigen Erdumlaufbahn zum Einsatz. Die Datenübertragung erfolgt unabhängig von bemannten Raumstationen. Auch ältere, bereits im Einsatz befindliche Tags sollen mit dem neuen System kompatibel sein.

## Anwendungen
Die gewonnenen Daten ermöglichen Forschungen zu Tiermigration, Biodiversität, Krankheitsausbreitung (z. B. Vogelgrippe, West-Nil-Virus) und Klimawandel. Zudem lassen sich Rückschlüsse auf Umweltkatastrophen ziehen, etwa bei Vulkanausbrüchen oder Erdbeben. Die Daten stehen über die Plattform Movebank der internationalen Forschung zur Verfügung.

## Organisation
ICARUS ist ein interdisziplinäres Projekt unter Leitung von Martin Wikelski am Max-Planck-Institut für Verhaltensbiologie. Beteiligt sind u. a. die Max-Planck-Gesellschaft, das DLR, die Universität Konstanz sowie seit 2025 das Unternehmen TALOS Space. Die Projektkoordination erfolgt international, die Sensoren werden weltweit eingesetzt.

## Geschichte

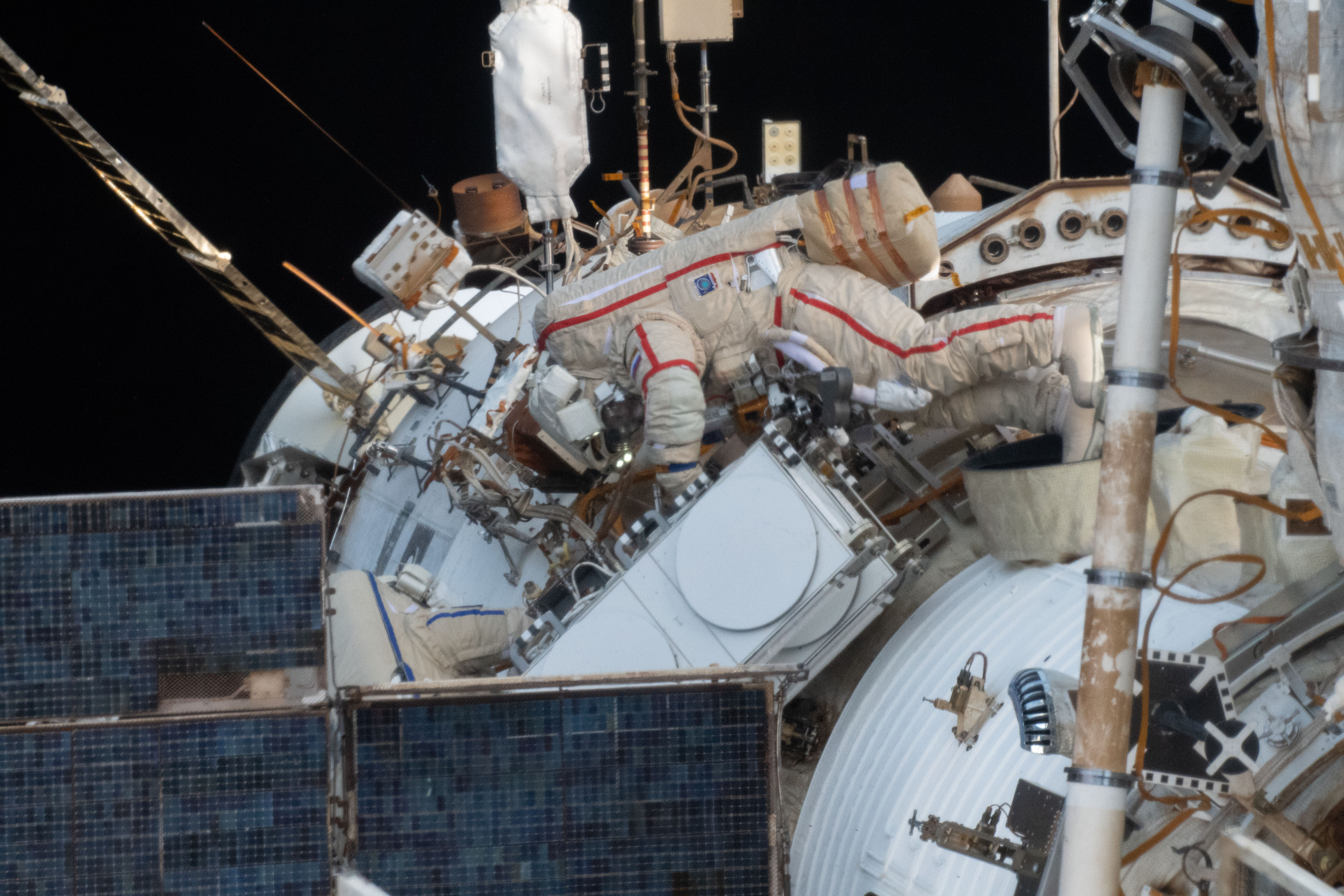
Installation der ICARUS-Antenne während der ISS-Expedition 56

ICARUS wurde 2002 durch ein internationales Konsortium, bestehend aus Wissenschaftlern gegründet, die erkannten, dass ein Wissensdefizit bezüglich der globalen Ausbreitungs- und Wanderwege von „Kleintieren“ (z. B. Insekten, Fledermäusen, Singvögeln) existiert. 2011 wurde die ICARUS-Initiative auf einer Tagung der Bonner Konvention in Norwegen vor über 100 Regierungsvertretern vorgestellt. Das Projekt wird seit März 2012 vom DLR-Raumfahrtmanagement als nationales Vorhaben gefördert und von Roskosmos unterstützt. Weiterhin finanziert die Max-Planck-Gesellschaft die Miniaturisierung des ICARUS-Funkchips (Empfänger-Sender-Einheit).
Der Onboard-Computer und die ICARUS-Antenne wurden im Oktober 2017 bzw. Februar 2018 zur ISS transportiert.
Am 15. August 2018 installierten die Kosmonauten Artemjew und Prokopjew das ICARUS-Experimentalsystem (Fernerkundungsplattform) auf der ISS während eines mehrstündigen Außenbordeinsatzes. In der zweiten Juliwoche 2019 ging Icarus in den Testbetrieb. Nach Auswertung der 4-monatig erhobenen Testdaten soll das globale Wildtierwanderungsbeobachtungssystem der weltweiten Wissenschaftsgemeinschaft zur Forschung zur Verfügung stehen.
Am 3. März 2022 erklärte das DLR mit Verweis auf den Krieg in der Ukraine die Kooperationen mit Russland für beendet. Die russische Seite kündigte die Zusammenarbeit mit dem DLR daraufhin ebenfalls auf und liefert seitdem keine Daten mehr.

## Leitung
Die Initiative wird geleitet von Martin Wikelski und Uschi Müller vom Max-Planck-Institut für Verhaltensbiologie in Radolfzell am Bodensee und Olga Solomina von der Russischen Akademie der Wissenschaften, Moskau. Mitglieder des Wissenschaftlichen Beirats sind: Gil Bohrer, Ohio State University/USA; Margaret Crofoot, Universität Konstanz und Smithsonian Tropical Research Institute, Panama; Walter Jetz, Yale University; Roland Kays, North Carolina State University/USA; Kate Mansfield, Marine Turtle Research Group, University of Central Florida/USA; Grigori Tertizki, Russische Akademie der Wissenschaften, Moskau; und Kasper Thorup, Universität Kopenhagen, Dänemark.

## Technische Umsetzung
ICARUS nutzt die Code Division Multiple Access (CDMA), um kleine Datenmengen mit geringem Energieaufwand vom Boden zu einer Dekodierungs-Recheneinheit im niedrigen Erdorbit (400–800 km Bahnhöhe) zu senden. Damit verwirklicht ICARUS eine IoT-(Internet of Things)-Kommunikation via Satellit. ICARUS besteht aus einer Fernerkundungsplattform auf der ISS, der auf dem Tier befindlichen Empfänger-Sender-Einheit und dem Rechenzentrum. Die Empfänger-Sender-Einheiten werden an von den Forschern ausgewählten Tieren angebracht. Diese besitzen u. a. GPS-Empfänger, um die Position des Tieres bestimmen zu können. Die Daten können dann von der Fernerkundungsplattform auf der ISS mit einem schmalbandigen Datensignal auf der Frequenz 468,1 MHz abgefragt werden. Nach deren Aussendung auf der Frequenz 402,25 MHz mit einer Bandbreite von ca. 1,5 MHz zum Empfang auf der ISS werden diese an das Mission Control Center weitergeleitet und von dort an das Rechenzentrum gesendet. Die Daten können von den Forschern u. a. aus der Movebank (einer Datenbank für Tierbewegungen) abgefragt werden. Darüber hinaus ist es den Forschern auch möglich, die Daten mittels eines mobilen Gerätes von den Tieren (Empfänger-Sender-Einheit) vor Ort abzufragen. Eine der Herausforderungen bestand darin, das Datenvolumen, das zur ISS übersandt werden soll, zu minimieren.

## Ziele und Nutzen
Milliarden von Tieren bewegen sich über Kontinente und Grenzen hinweg, was es für Forscher äußerst schwierig macht, kleine Tiere kontinuierlich und über längere Zeiträume hinweg bei ihren Wanderungen zu beobachten. ICARUS soll hier Abhilfe schaffen. Durch die Analyse der lokalen und globalen Ausbreitungs- und Wanderwege können wertvolle Informationen gewonnen werden – etwa zur Verbreitung von Infektionskrankheiten durch Tiere (wie Singvögel, Fledermäuse und Insekten), zur Wahrscheinlichkeit des Auftretens von Vogelpopulationen in bestimmten Gebieten, zu Bewegungsmustern während der Migration und zu den Auswirkungen von Umweltfaktoren auf die Vogelpopulationen.